# فهرست احزاب سیاسی فدرال کانادا
اغلب روابط احزاب سیاسی کانادا که در سطح فدرال فعالیت می‌کنند با احزاب همنامشان در استان‌ها علیرغم تشابه اسمی، آزادانه و غیرتشکیلاتی است. تنها استثناء، حزب دموکرات جدید است که به صورت سازمانی با احزاب استان‌ها یکپارچه است و حتی عضویت در آنها مشترک است.

## حزب‌های کنونی
فهرست زیر نام‌ تمام احزاب سیاسی است که تا سپتامبر ۲۰۱۹ در اِلِکشنز کانادا (دفتر مدیر ارشد انتخابات کانادا) ثبت نام کرده‌اند.
| نام | نام                           | تاسیس | مرام (ایدئولوژی)                                               | رهبر               | تعداد نماینده‌ها | بیشترین نماینده   | سناتورها |
| --- | ----------------------------- | ----- | -------------------------------------------------------------- | ------------------ | --------------- | ----------------- | -------- |
|     | حزب لیبرال کانادا             | ۱۸۶۷  | لیبرالیسم، سوسیال لیبرالیسم                                    | جاستین ترودو       | ۱۵۷             | ۱۸۴ از ۳۳۸ (۲۰۱۵) | ۰        |
|     | حزب محافظه‌کار کانادا          | ۲۰۰۳  | محافظه‌کاری، لیبرالیسم اقتصادی، محافظه‌کاری مالی                 | ارین اتول          | ۱۲۱             | ۱۶۶ از ۳۰۸ (۲۰۱۱) | ۳۱       |
|     | حزب بلاک کبکوا                | ۱۹۹۱  | خودمختاری کبک، سوسیال دموکراسی، ناحیه‌گرایی                     | ایو فرانسوا بلانشت | ۳۲              | ۵۴ از ۲۹۵ (۱۹۹۳)  | ۰        |
|     | حزب دموکرات جدید              | ۱۹۶۱  | سوسیال دموکراسی، ترقی‌خواهی                                     | جاگمیت سینگ        | ۲۴              | ۱۰۳ از ۳۰۸ (۲۰۱۱) | ۰        |
|     | حزب سبز کانادا                | ۱۹۸۳  | سیاست‌های سبز                                                   | الیزابت می         | ۳               | ۳ از ۳۳۸ (۲۰۱۹)   | ۰        |
|     | حزب حفاظت از جانوران کانادا   | ۲۰۰۵  | حقوق جانوران، محیط زیست‌گرایی                                   | لیز وایت           | ۰               | ۰                 | ۰        |
|     | جبهه‌ی چهارم کانادا            | ۲۰۱۹  |                                                                | پارتپ دوآ          | ۰               | ۰                 | ۰        |
|     | حزب ملی‌گرای کانادا            | ۲۰۱۷  | ملی‌گرایی کانادایی، ملی‌گرایی سفیدپوستی                          | تِرَویس پِیترون       | ۰               | ۰                 | ۰        |
|     | حزب میراث مسیحی کانادا        | ۱۹۸۶  | محافظه‌کاری اجتماعی، راست مسیحی                                 | رادنی اِل تِیلِر      | ۰               | ۰                 | ۰        |
|     | حزب کمونیست کانادا            | ۱۹۲۱  | کمونیسم, مارکسیسم-لنینیسم                                      | لیز راولی          | ۰               | ۳ از ۲۴۵ (۱۹۴۵)   | ۰        |
|     | حزب لیبرترین کانادا           | ۱۹۷۳  | لیبرترینیسم                                                    | تیم مون            | ۰               | ۰                 | ۰        |
|     | حزب ماری‌جوآنا (کانادا)        | ۲۰۰۰  | قانونی‌بودن ماری‌جوانا                                           | بِلِیر لانگلی        | ۰               | ۰                 | ۰        |
|     | حزب کمونیست کانادا            | ۱۹۷۰  | مارکسیسم-لنینیسم ضد تجدیدنظرطلب                                | آنا دی کارلو       | ۰               | ۰                 | ۰        |
|     | اتحاد ملی شهروندان            | ۲۰۱۴  | عوام‌گرایی دست راستی، ضد جهانی‌گرایی، ملی‌گرایی سفیدپوستی         | اِستِفِن جِی گاروی     | ۰               | ۰                 | ۰        |
|     | حزب استقلال کبک               | ۲۰۱۹  | ملی‌گرایی کبک، جنبش حق حاکمیت کبک                               | مایکل بلاندین      | ۰               | ۰                 | ۰        |
|     | حزب مردم کانادا               | ۲۰۱۸  | محافظه‌کاری، عوام‌گرایی دست راستی، لیبرالیسم کلاسیک، لیبرترینیسم | ماکسیم برنیه       | ۰               | ۱ از ۳۳۸ (۲۰۱۸)   | ۰        |
|     | حزب کانادایی ترقی‌خواه         | ۲۰۰۴  | توری‌ایسم سرخ                                                   | جو هیوگلین (موقت)  | ۰               | ۰                 | ۰        |
|     | حزب کرگدن                     | ۲۰۰۶  | حزب طنز                                                        | سِباستیَن کاریوو     | ۰               | ۰                 | ۰        |
|     | حزب توقف تغییرات اقلیمی       | ۲۰۱۹  |                                                                | ای کِن رَنی          | ۰               | ۰                 | ۰        |
|     | حزب اتحاد کانادا              | ۲۰۱۹  |                                                                | کارلتون اِل داربی   | ۰               | ۰                 | ۰        |
|     | حزب ائتلاف کهنه‌سربازان کانادا | ۲۰۱۹  |                                                                | رَندی دیوید جوی     | ۰               | ۰                 | ۰        |